# Rue Paul-Valéry (Toulouse)
Pour les articles homonymes, voir Rue Paul-Valéry.
La rue Paul-Valéry (en occitan : carrièra Paul Valéry) est une voie publique de Toulouse, chef-lieu de la région Occitanie, dans le Midi de la France. Elle traverse le quartier de Borderouge, dans le secteur 3 - Nord.

## Situation et accès

### Description
La rue Paul-Valéry est une voie publique, rectiligne, longue de 479 mètres et large de 9 mètres. Elle relie deux voies plus anciennes, la rue Loubiague, au sud, au chemin de Lanusse, au nord. Elle donne accès à plusieurs voies privées en impasse. Depuis 2001, dans le cadre de l'aménagement du nouveau quartier de Borderouge, une sente piétonne permet de rejoindre l'impasse et la rue Jeanne-de-Ségla et, au-delà, l'avenue Maurice-Bourgès-Maunoury. 
La chaussée compte une voie de circulation dans chaque sens. Elle est définie comme une zone 30 et la vitesse est limitée à 30 km/h. Il n'existe cependant ni bande, ni piste cyclable.

### Voies rencontrées
La rue Paul-Valéry rencontre les voies suivantes, dans l'ordre des numéros croissants (« g » indique que la rue se situe à gauche, « d » à droite) :
1. Rue Loubiague
2. Impasse Jeanne-de-Ségla - accès piéton (d)
3. Chemin de Lanusse

### Transports
La rue Paul-Valéry n'est pas directement desservie par le réseau de transports en commun Tisséo. Elle se trouve cependant à proximité de l'avenue Maurice-Bourgès-Maunoury, parcourue par les lignes de bus 1936, qui aboutit au nord à la place du Carré de la Maourine, où se trouvent la station de métro Borderouge, terminus de la ligne de métro , ainsi que les arrêts des lignes de bus 1926333640414273114. Au sud et à l'ouest, les rues Christine-de-Pisan et Ernest-Renan sont parcourues par la ligne de bus 41, tandis que sur le chemin des Izards se trouvent la station de métro Trois-Cocus et le terminus de la ligne de bus 60.
Les stations de vélos en libre-service VélôToulouse les plus proches de la rue Paul-Valéry sont les stations no 173 (25 avenue Maurice-Bourgès-Maunoury) et no 244 (93 rue Ernest-Renan).

## Odonymie

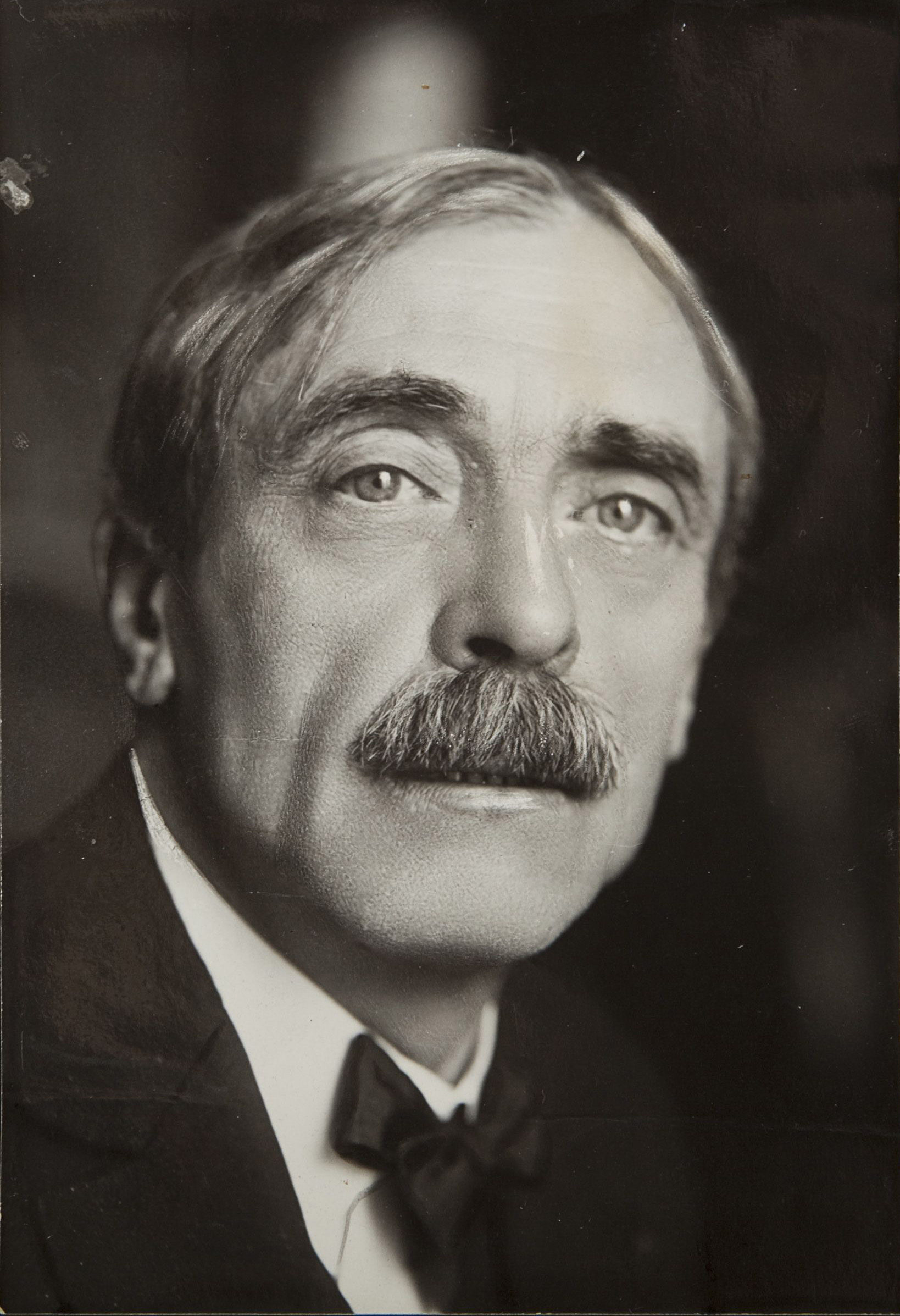
Portrait de Paul Valéry par Henri Manuel (vers 1925).

La rue, simple chemin sans nom, a reçu, par décision du conseil municipal du 5 mai 1955, le nom de Paul Valéry (1871-1945), écrivain, poète et philosophe français important de l'entre-deux-guerres.

## Histoire

### XIXe-première moitié duXXesiècle
Au début du XXe siècle, la rue Paul-Valéry n'existe pas : le terroir de la Grande Lande est largement dévolu à l'agriculture, particulièrement grâce au développement de l'horticulture maraîchère, dont les productions alimentent les marchés de la ville. Il y a bien un chemin qui, depuis le  chemin de Loubiague (actuelle rue Loubiague), dessert plusieurs fermes qui ont pour la plupart été construites dans la deuxième moitié du XIXe siècle, orientées au sud (actuels no 12, 20, 24 et 27 et anciens no 23). Plus au nord, le chemin de Lanusse est également bordé de fermes maraîchères (actuel no 52).
Durant l'entre-deux-guerres, la construction de plusieurs maisons le long du chemin ne transforme pas le caractère rural du quartier (actuels no 2, 19 et 35).

### Deuxième moitié duXXe- début duXXIesiècle
Après la Seconde Guerre mondiale, plusieurs nouvelles maisons sont construites le long du chemin (actuel no 29 vers 1953, emplacement des actuels no 40 bis et 48 vers 1958, emplacement de l'actuel no 34 en 1963, actuel no 15 en 1964, actuel no 16 et emplacement de l'actuel no 30 vers 1970, emplacement de l'actuel no 37 vers 1973, emplacement de l'actuel no 1 en 1985). Dans le même temps, le chemin, qui a pris le nom de rue Paul-Valéry, est élargi et progressivement prolongé vers le nord : ce n'est pourtant qu'en 1998 qu'il aboutit enfin au chemin de Lanusse.
C'est à partir de cette date que le visage de la rue Paul-Valéry se transforme profondément. Si elle n'est pas directement incluse dans le périmètre de la nouvelle zone d'aménagement concerté (ZAC) de Borderouge, elle est marquée par une accélération de l'urbanisation et la densification. En 1998, la résidence des Bastides Tolosanes est élevée à l'angle du chemin de Lanusse (actuel no 41). Le mouvement de construction se poursuit avec la résidence des Balcons de Juliette en 2004 (actuel no 48), la résidence du Clos Valéry en 2011 (actuel no 48), la résidence Atmosph'Air en 2012 (actuel no 34), la résidence Villa Rosetta en 2015 (actuel no 30), la résidence Sporting Arty 2 en 2015 (actuel no 40 bis), la résidence du Clos d'Amboise en 2020 (actuel no 1) et la résidence de l'Écrivain en 2023 (actuel no 37).

## Patrimoine et lieux d'intérêt

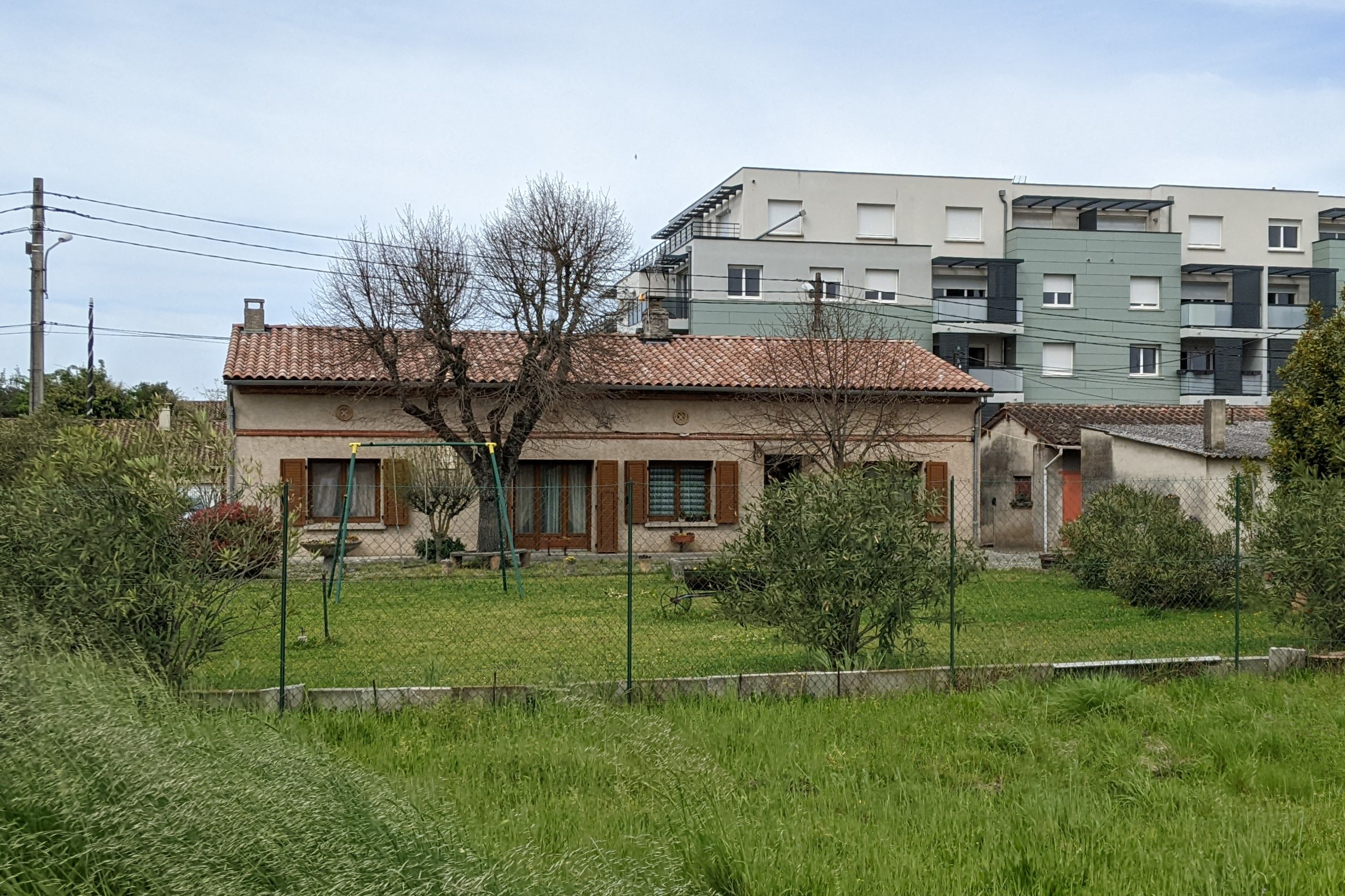
no 52 : ferme.

- no  20 : ferme[2].
- no  24 : ferme[3].
- no  27 : ferme[4].

- no  52 : ferme. 
La ferme maraîchère, construite dans la deuxième moitié du XIXe siècle, est bâtie en brique. Elle est disposée parallèlement et en bordure du chemin de Lanusse (actuel no 139), et perpendiculairement à la rue Paul-Valéry. La façade principale, orientée au sud, se développe sur quatre travées et s'élève sur deux niveaux séparés par un cordon de brique. Le niveau de comble est percé d'ouvertures. L'élévation est couronnée par une corniche moulurée[5].